# NGC 4635
NGC 4635 في الفهرس العام الجديد، هي مجرة، تقع في كوكبة الهلبة. اكتشفت في 1834 بواسطة جون هيرشل.

## روابط خارجية
- NGC 4635 على موقع ويكي سكاي: DSS2, SDSS, GALEX, IRAS, Hydrogen α, X-Ray, Astrophoto, Sky Map, Articles and images